# Losonci
Losonci est un quartier situé dans le 8e arrondissement de Budapest. 

## Périmètre
Selon l'arrêté du 12 décembre 2012 (94/2012. (XII. 27.), annexe 31) de l'assemblée métropolitaine de Budapest, le périmètre du quartier est le suivant : Baross utca-Leonardo da Vinci utca-Práter utca-Szigony utca-Üllői út-Korányi Sándor utca-la partie est de Kálvária tér-Illés utca.